# Hipoclorito de acetilo
El hipoclorito de acetilo, también conocido como acetato de cloro, es un compuesto químico con la fórmula CH3COOCI. Es un líquido incoloro fotosensible que es un intermedio de corta duración en la reacción de Hunsdiecker.

## Preparación, propiedades y estructura
Se informa que el hipoclorito de acetilo se produce mediante la reacción de anhídrido acético y monóxido de dicloro a temperaturas muy bajas:
CI2O+(CH3CO)2O → 2CH3COOCI
El líquido se puede destilar a presión reducida, pero no se puede calentar, ya que se descompone violentamente a 100 °C en anhídrido acético, oxígeno y gas cloro, y reacciona con agua y alcoholes. Esto es un problema en la reacción de Hunsdiecker, ya que da como resultado un menor rendimiento de la descomposición de este compuesto si se utiliza agua o un alcohol como disolvente, por lo que la reacción utiliza en su lugar tetracloruro de carbono no polar. El compuesto debe almacenarse a 0 °C en la oscuridad, ya que se descompone lentamente en presencia de luz o por encima de 0 °C en cloruro de metilo y dióxido de carbono.
Este compuesto reacciona con varios metales como el zinc y el mercurio para producir sus respectivos cloruros y acetatos.
En los usos modernos, el compuesto se prepara generalmente in situ, mediante la reacción de acetato de mercurio o ácido acético y cloro o ácido hipocloroso, generalmente en un disolvente como el tetracloruro de carbono. El compuesto está en equilibrio con una mezcla de ácido acético y ácido hipocloroso.
Se demostró que el oxígeno del carbonilo y el ion hipoclorito estaban en el mismo lado. Se demostró que el enlace O-Cl era 1,70 Å, y la geometría molecular alrededor del carbono central era trigonal plana.

## Usos
Este compuesto se utiliza para la cloración de diversos compuestos, especialmente compuestos aromáticos, como la cloración de metilacetamida, y se ha demostrado que es un mejor agente de cloración que el cloro molecular y el ácido hipocloroso. Sin embargo, esta reacción es una reacción secundaria no deseada en la reacción de Hunsdiecker que involucra carboxilatos aromáticos.
La reacción de Hunsdieker es un mecanismo para convertir sales de ácidos carboxílicos (generalmente sales de plata) en haluros orgánicos que utilizan hipohalitos de arilo, como el hipoclorito de acetilo (producido in situ mediante la reacción de acetato de plata y cloro). En el mecanismo de esta reacción, 2 es el intermediario hipohalito arílico. Sin embargo, el análogo de cloro de la reacción de Hunsdiecker no es eficiente en comparación con el bromo y el yodo y no se utiliza mucho en comparación con ellos debido al inconveniente de utilizar un reactivo gaseoso.
Un uso importante de este compuesto es la conversión de alquenos en dioles vecinales, como el buteno en 1,2-butanodiol, donde el hipoclorito de acetilo aparece como intermedio; la versión yodada de esta reacción se conoce como reacción de Prévost.